# Schauerte
Schauerte ist ein deutscher Familienname, der sich häufig im Sauerland (Hochsauerlandkreis, Kreis Olpe und Märkischer Kreis) nachweisen lässt. 

## Namensträger
- Franz Schauerte (1848–1910), deutscher Propst in Magdeburg und Autor
- Günther Schauerte (* 1954), deutscher Archäologe
- Hartmut Schauerte (* 1944), deutscher Politiker (CDU)
- Heinrich Schauerte (1882–1975), deutscher Professor für religiöse Volkskunde
- Helga Schauerte-Maubouet (* 1957), deutsche Organistin
- Julian Schauerte (* 1988), deutscher Fußballspieler
- Nils Schauerte (* 2002), deutscher American-Football-Spieler
- Thomas Schauerte (* 1967), deutscher Kunsthistoriker